# Warmfield
Warmfield – przysiółek w Anglii, w West Yorkshire, w dystrykcie (unitary authority) Wakefield. Leży 4,9 km na zachód od miasta Wakefield, 14,8 km od miasta Leeds i 257,9 km na północny wschód od Londynu. Warmfield jest wspomniana w Domesday Book (1086) jako Warnesfeld.